# 1920年アントワープオリンピックのテニス競技
1920年アントワープオリンピックのテニス競技（1920ねんアントワープオリンピックのテニスきょうぎ）の成績結果。

## 本大会の特記事項
- 日本人のスポーツ選手による最初のオリンピックメダルは、この大会の男子シングルスで熊谷一弥が獲得した銀メダルと、男子ダブルスで熊谷と柏尾誠一郎のペアが獲得した銀メダルの2つである。こうして熊谷と柏尾は「日本人選手初のオリンピックメダリスト」として、オリンピックの歴史に名前を刻んだ。
- このアントワープ五輪では、オリンピックのテニス競技で初めての「女子ダブルス」が実施された。

## メダル受賞者

### 男子シングルス
| 順位 | 選手名                   | 国・地域   |
| ---- | ------------------------ | ---------- |
| 1    | ルイス・レイモンド       | 南アフリカ |
| 2    | 熊谷一弥                 | 日本       |
| 3    | チャールズ・ウィンスロー | 南アフリカ |
| 4    | ノエル・ターンブル       | イギリス   |

#### 大会経過
準決勝
- ルイス・レイモンド vs.  ノエル・ターンブル 2-6, 1-6, 6-2, 6-2, 6-1
- 熊谷一弥 vs.  チャールズ・ウィンスロー 6-2, 6-2, 6-2

決勝
- ルイス・レイモンド vs.  熊谷一弥 5-7, 6-4, 7-5, 6-4

銅メダル決定戦
- チャールズ・ウィンスロー vs.  ノエル・ターンブル 不戦勝

### 男子ダブルス
| 順位 | 選手名                                       | 国・地域 |
| ---- | -------------------------------------------- | -------- |
| 1    | マックス・ウーズナム＆ノエル・ターンブル     | イギリス |
| 2    | 熊谷一弥＆柏尾誠一郎                         | 日本     |
| 3    | マックス・デキュジス＆ピエール・アルバラン   | フランス |
| 4    | フランソワ・ブランシー＆ジャック・ブルニョン | フランス |

#### 大会経過
準決勝
- 熊谷一弥＆柏尾誠一郎 vs.  フランソワ・ブランシー＆ジャック・ブルニョン　6-4, 4-6, 6-3, 6-1
- マックス・ウーズナム＆ノエル・ターンブル vs.  マックス・デキュジス＆ピエール・アルバラン　4-6, 6-4, 6-3, 10-8

決勝
- マックス・ウーズナム＆ノエル・ターンブル vs.  熊谷一弥＆柏尾誠一郎　6-2, 5-7, 7-5, 7-5

銅メダル決定戦
- マックス・デキュジス＆ピエール・アルバラン vs.  フランソワ・ブランシー＆ジャック・ブルニョン　不戦勝

### 女子シングルス
| 順位 | 選手名                 | 国・地域     |
| ---- | ---------------------- | ------------ |
| 1    | スザンヌ・ランラン     | フランス     |
| 2    | ドロシー・ホルマン     | イギリス     |
| 3    | キティ・マッケイン     | イギリス     |
| 4    | ジークリット・フィック | スウェーデン |

#### 大会経過
準決勝
- スザンヌ・ランラン vs.  ジークリット・フィック　6-0, 6-1
- ドロシー・ホルマン vs.  キティ・マッケイン　不戦勝

決勝
- スザンヌ・ランラン vs.  ドロシー・ホルマン　6-3, 6-0

銅メダル決定戦
- キティ・マッケイン vs.  ジークリット・フィック　6-2, 6-0

### 女子ダブルス
| 順位 | 選手名                                           | 国・地域 |
| ---- | ------------------------------------------------ | -------- |
| 1    | キティ・マッケイン＆ウィニフレッド・マクネアー   | イギリス |
| 2    | ジェラルディン・ビーミッシュ＆ドロシー・ホルマン | イギリス |
| 3    | スザンヌ・ランラン＆エリザベス・ダイアン         | フランス |
| 4    | フェルナンデ・アレント＆マリー・ストームズ       | ベルギー |

#### 大会経過
準決勝
- キティ・マッケイン＆ウィニフレッド・マクネアー vs.  スザンヌ・ランラン＆エリザベス・ダイアン　2-6, 6-3, 8-6
- ジェラルディン・ビーミッシュ＆ドロシー・ホルマン vs.  フェルナンデ・アレント＆マリー・ストームズ　6-1, 6-1

決勝
- キティ・マッケイン＆ウィニフレッド・マクネアー vs.  ジェラルディン・ビーミッシュ＆ドロシー・ホルマン　8-6, 6-4

銅メダル決定戦
- スザンヌ・ランラン＆エリザベス・ダイアン vs.  フェルナンデ・アレント＆マリー・ストームズ　不戦勝

### 混合ダブルス
| 順位 | 選手名                                             | 国・地域         |
| ---- | -------------------------------------------------- | ---------------- |
| 1    | マックス・デキュジス＆スザンヌ・ランラン           | フランス         |
| 2    | マックス・ウーズナム＆キティ・マッケイン           | イギリス         |
| 3    | ラディスラフ・ツェムラ＆ミラダ・スクロブコワ       | チェコスロバキア |
| 4    | エリック・テグナー＆アムリー・フォルマー・ハンゼン | デンマーク       |

#### 大会経過
準決勝
- マックス・デキュジス＆スザンヌ・ランラン vs.  エリック・テグナー＆アムリー・フォルマー・ハンゼン　6-0, 6-1
- マックス・ウーズナム＆キティ・マッケイン vs.  ラディスラフ・ツェムラ＆ミラダ・スクロブコワ　9-7, 6-3

決勝
- マックス・デキュジス＆スザンヌ・ランラン vs.  マックス・ウーズナム＆キティ・マッケイン　6-4, 6-2

銅メダル決定戦
- ラディスラフ・ツェムラ＆ミラダ・スクロブコワ vs.  エリック・テグナー＆アムリー・フォルマー・ハンゼン　8-6, 6-4

## 国別メダル受賞数
| 順   | 国・地域         | 金 | 銀 | 銅 | 計 |
| ---- | ---------------- | -- | -- | -- | -- |
| 1    | イギリス         | 2  | 3  | 1  | 6  |
| 2    | フランス         | 2  | 0  | 2  | 4  |
| 3    | 南アフリカ       | 1  | 0  | 1  | 2  |
| 4    | 日本             | 0  | 2  | 0  | 2  |
| 5    | チェコスロバキア | 0  | 0  | 1  | 1  |
| 総計 | 総計             | 5  | 5  | 5  | 15 |